# Francis Millard
Francis Edward „Frank” Millard (ur. 31 maja 1914 w North Adams zm. 14 lipca 1958 tamże) – amerykański zapaśnik walczący w stylu wolnym. Srebrny medalista olimpijski z Berlina 1936, w wadze piórkowej.

## Letnie Igrzyska Olimpijskie 1936
| Konkurencja      | Rundy eliminacyjne   | Rundy eliminacyjne     | Rundy eliminacyjne  | Rundy eliminacyjne     | Rundy eliminacyjne         | Rundy eliminacyjne      | Klas. końcowa |
| Konkurencja      | Przeciwnik I         | Przeciwnik II          | Przeciwnik III      | Przeciwnik IV          | Przeciwnik V               | Przeciwnik VI           | Miejsce       |
| ---------------- | -------------------- | ---------------------- | ------------------- | ---------------------- | -------------------------- | ----------------------- | ------------- |
| 61 kg styl wolny | Jean Chasson (FRA) Z | Norman Morrell (GBR) Z | Ferenc Tóth (HUN) Z | Vern Pettigrew (CAN) Z | Kustaa Pihlajamäki (FIN) P | Gösta Frändfors (SWE) Z | 2.            |